# Laura López Ventosa
Pour les articles homonymes, voir Laura López et López.
López  Ventosa est un nom espagnol. Le premier nom de famille, en général paternel, est López ; le second, en général maternel, souvent omis, est Ventosa.
Laura López Ventosa, née le 13 janvier 1988 à Madrid, est une joueuse de water-polo espagnole.

## Carrière
Aux Jeux olympiques de 2012 à Londres, elle est médaillée d'argent avec l'équipe d'Espagne de water-polo féminin.